# عمر آقالی
عمر آقالی (به لاتین: Ömərağalı) یک منطقه مسکونی در جمهوری آذربایجان است که در شهرستان قزاق واقع شده است.